# Покропивнянська сільська рада
Покропивнянська сільська́ ра́да — адміністративно-територіальна одиниця та орган місцевого самоврядування в Козівському районі Тернопільської області. Адміністративний центр — село Покропивна.

## Загальні відомості
- Територія ради: 0,166 км²
- Населення ради: 601 особа (станом на 2001 рік)
- Територією ради протікає річка Восушка

## Населені пункти
Сільській раді підпорядковані населені пункти:
- с. Покропивна

### Колишні населенні пункти
- х. Зарудів, виключений з облікових даних у зв'язку з переселенням жителів

## Склад ради
Рада складається з 15 депутатів та голови.
- Голова ради: Лоїк Олег Миколайович
- Секретар ради: Гарасимів Галина Петрівна

### Керівний склад попередніх скликань
| Прізвище, ім'я, по батькові | Основні відомості                                                                     | Дата обрання | Дата звільнення |
| --------------------------- | ------------------------------------------------------------------------------------- | ------------ | --------------- |
| Зварич Любов Омелянівна     | Сільський голова, 1956 року народження, позапартійна                                  | 26.03.2006   | 31.10.2010      |
| Лоїк Олег Миколайович       | Сільський голова, 1968 року народження, освіта вища, член Української Народної Партії | 15.05.2011   |                 |

Примітка: таблиця складена за даними сайту Верховної Ради України

### Депутати
За результатами місцевих виборів 2010 року депутатами ради стали:

#### За суб'єктами висування
| Суб'єкт висування | Кількість обраних депутатів | %   |
| ----------------- | --------------------------- | --- |
| Самовисування     | 15                          | 100 |

#### За округами
| № округу | Прізвище, ім'я, по батькові    | Дата визнання обраним | Освіта             | Партійна приналежність | Відомості про обраного депутата                                              |
| -------- | ------------------------------ | --------------------- | ------------------ | ---------------------- | ---------------------------------------------------------------------------- |
| 1        | Богач Тарас Петрович           | 01.11.2010            | середня            | позапартійний          | Тернопільський технічний коледж, студент                                     |
| 2        | Гураль Василь Богданович       | 01.11.2010            | середня спеціальна | позапартійний          | Козлівська рай лікарня № 2, водій                                            |
| 3        | Фаюра Ганна Василівна          | 01.11.2010            | вища               | позапартійна           | Покропивнянська загальноосвітня школа, вчитель                               |
| 4        | Мартинишин Орест Григорович    | 01.11.2010            | середня спеціальна | позапартійний          | пенсіонер                                                                    |
| 5        | Беззубко Степан Ярославович    | 01.11.2010            | середня            | позапартійний          | Тернопільський національний педагогічний університет ім. В. Гнатюка, студент |
| 6        | Партак Михайло Васильович      | 01.11.2010            | вища               | позапартійний          | підприємець                                                                  |
| 7        | Питляр Богдан Ігорович         | 01.11.2010            | незакінчена вища   | позапартійний          | Європейський університет, студент                                            |
| 8        | Гураль Євдокія Степанівна      | 01.11.2010            | середня спеціальна | позапартійна           | пенсіонер                                                                    |
| 9        | Гураль Петро Іванович          | 01.11.2010            | середня            | позапартійний          | Тернопільський технічний коледж, студент                                     |
| 10       | Гураль Іван Миколайович        | 01.11.2010            | середня спеціальна | позапартійний          | тимчасово не працює                                                          |
| 11       | Гарасимів Галина Петрівна      | 01.11.2010            | вища               | позапартійна           | Покропивнянська сільська рада, секретар                                      |
| 12       | Кушнір Євгенія Василівна       | 01.11.2010            | середня            | позапартійна           | пенсіонер                                                                    |
| 13       | Іляш Роман Анатолійович        | 01.11.2010            | середня спеціальна | позапартійний          | тимчасово не працює                                                          |
| 14       | Бучинський Михайло Миколайович | 01.11.2010            | середня            | позапартійний          | фермер                                                                       |
| 15       | Бучинська Євдокія Миколаївна   | 01.11.2010            | середня спеціальна | позапартійна           | пенсіонер                                                                    |